# Roberta Rodrigues
Roberta de Souza Rodrigues (Rio de Janeiro, 20 de outubro de 1982) é uma atriz e cantora brasileira. Iniciou sua carreira nos anos 2000 em obras teatrais do grupo Nós do Morro até ficar mundialmente conhecida ao interpretar a personagem Berenice, no filme Cidade de Deus. Ao longo de sua carreira, Rodrigues já foi contemplada com inúmeras indicações a prêmios, incluindo dois prêmios Grande Otelo, um Prêmio Contigo! de TV e um Prêmio da Música Brasileira.
Após sua participação no filme indicado ao Óscar Cidade de Deus, passou a ser recorrentes em produções televisivas e no cinema. Sua estreia na televisão foi em Mulheres Apaixonadas (2003) no papel da empregada Zilda. Roberta ainda é conhecida por suas atuações nas novelas A Lua Me Disse (2005), Paraíso Tropical (2007), Três Irmãs (2008), Insensato Coração (2011), Salve Jorge (2012) e Segundo Sol (2018), além das séries Tô de Graça (2017) e Sob Pressão: Plantão Covid (2020).
Como cantora, participou de alguns grupos musicais. Participou do  extinto grupo vocal, o "Fina Flor", depois denominado "Linda Flor", e obteve sucesso com o grupo de hip hop "Melanina Carioca", formado com amigos do Vidigal. No cinema, destacou-se em Garrincha: Estrela Solitária (2005), Mulheres do Brasil (2006), Se Nada Mais Der Certo (2008), 5x Favela - Agora por Nós Mesmos (2011), Nise: O Coração da Loucura (2016), Apaixonados - O Filme (2016), L.O.C.A. (2021) e Dois Mais Dois (2021).

## Biografia

### Primeiros anos de vida e formação
Roberta de Souza Rodrigues nasceu e cresceu na comunidade do morro do Vidigal, na Zona Sul do Rio de Janeiro, onde reside até hoje, em 20 de outubro de 1982. Com apenas 16 anos, depois de participar de alguns cursos de interpretação, Rodrigues passou a integrar o elenco do grupo teatral "Nós do Morro", que forma técnicos e artistas em diversas regiões carentes do Rio de Janeiro e apresenta espetáculos no Brasil e no exterior. Através do grupo, teve a oportunidade de realizar testes para obras importantes e conquistou um importante papel no cinema, onde iniciou sua carreira profissional.

## Carreira

### 2002–09: Do teatro àCidade de Deuse televisão
Em 2002, por intermédio de sua participação no grupo teatral "Nós do Morro", Roberta teve a oportunidade de iniciar sua carreira cinematográfica ao desempenhar um papel no aclamado filme de ação Cidade de Deus, dirigido por Fernando Meirelles. O filme retrata o crescimento do crime organizado na favela homônima e foi um sucesso tanto de crítica quanto de público, sendo considerado um marco no cinema brasileiro. Recebeu quatro indicações ao Oscar de 2004. No filme, Roberta interpretou o papel de "Berenice", a namorada de "Cabeleira" (Jonathan Haagensen), líder do grupo de assaltantes conhecido como "Trio Ternura", que compartilhava seus ganhos com os moradores da Cidade de Deus, em uma referência à lenda de Robin Hood. Seu desempenho rendeu-lhe a distinção de ser a atriz mais jovem indicada ao prêmio Grande Otelo de Melhor Atriz, concedido pela Academia Brasileira de Cinema, quando tinha apenas 20 anos.
No mesmo período, recebeu o convite para integrar o elenco da série televisiva Cidade dos Homens, uma derivada do filme Cidade de Deus, no qual interpretou "Sheila", mais conhecida como "Poderosa", uma cantora de funk. Inicialmente participou como convidada na primeira temporada em 2002, tornando-se uma integrante regular a partir da segunda temporada em 2003, permanecendo até o término da série em 2005.
Em 2003, Roberta recebeu o convite para sua estreia em telenovelas, na clássica Mulheres Apaixonadas, uma produção de destaque no horário nobre da TV Globo, escrita por Manoel Carlos. Na trama, ela interpretou "Zilda", uma empregada doméstica alegre e divertida, cuja história incluía um enredo controverso devido ao assédio sofrido pelo filho de seus patrões, "Carlinhos" (Daniel Zettel), em seu local de trabalho. A trama suscitou controvérsias, levando o Sindicato de Trabalhadores Domésticos de Jundiaí a entrar com uma ação judicial contra a emissora, na tentativa de impedir a veiculação de uma cena de sexo entre os personagens de Rodrigues e Zettel, argumentando que isso promovia preconceito contra a classe trabalhadora. Após Mulheres Apaixonadas, foi escalada para a segunda versão da novela Cabocla, em 2004, interpretando "Julieta", uma empregada da fazenda de Justino (Mauro Mendonça). No mesmo ano, apareceu no filme de drama O Diabo a Quatro, dirigido por Alice de Andrade, no papel de "Natasha".
Em 2005, retornou ao cinema com a cinebiografia Garrincha: Estrela Solitária, que narra a vida do jogador de futebol Garrincha. No filme, interpretou "Nair Marques", a namorada de adolescência de Garrincha (interpretado por André Gonçalves), com quem viria a se casar e ter oito filhas. A história aborda o relacionamento tumultuado do jogador com a cantora Elza Soares (interpretada por Taís Araújo), que resultou na separação de Garrincha e Nair. No mesmo ano, integrou o elenco da novela das sete A Lua Me Disse, escrita por Miguel Falabella e Maria Carmem Barbosa, interpretando "Zenóbia", personagem que abordava questões de discriminação racial no Brasil. Em outubro, fez parte do elenco principal da série educativa Tecendo o Saber, interpretando "Valdete Pereira", uma gari que sustentava sua família e aspirava a proporcionar-lhes uma vida melhor.
Em 2006, participou da produção do curta-metragem Desejo, no papel de "Susana". Continuou sua trajetória no cinema, atuando em outra cinebiografia, Noel: Poeta da Vila (2006), dirigida por Ricardo van Steen, que retrata a vida e obra do compositor Noel Rosa, e protagonizou Mulheres do Brasil (2006), dirigido por Malu de Martino, que apresenta histórias de mulheres de diversas regiões do Brasil, contando com a participação protagônica de outras atrizes como Camila Pitanga, Bete Coelho, Ana Beatriz Nogueira e Carla Daniel. Na televisão, participou da minissérie JK, interpretando "Andosina", personagem que gerou polêmica devido ao seu papel subalterno e uma cena de abuso sexual, o que provocou protestos de mulheres negras contra a produção. Além disso, fez participações especiais nas séries A Diarista e Sob Nova Direção na TV Globo, e integrou o elenco da série Filhos do Carnaval na HBO. Também fez uma participação especial na novela Páginas da Vida, de Manoel Carlos, interpretando "Paula", que aparece na trama como um caso extraconjugal de Greg (personagem de José Mayer).
Após sua participação em Páginas da Vida, foi escalada para a novela subsequente, Paraíso Tropical (2007), escrita por Gilberto Braga, interpretando "Eloísa". Sua personagem era uma mulher de caráter íntegro que trabalhava em um restaurante, mas enfrentava problemas com seu namorado alcoólatra, Evaldo (Flávio Bauraqui). No mesmo ano, fez participações especiais nas séries Dicas de um Sedutor e Faça Sua História da TV Globo. Em 2008, interpretou "Isabel" no filme de comédia Se Nada Mais Der Certo, dirigido por José Eduardo Belmonte. Também integrou o elenco da novela das sete Três Irmãs, escrita por Antônio Calmon, no papel da extravagante "Neidinha". Ao longo da trama, sua personagem passou de vilã a redimida, destacando sua versatilidade na comédia, em contraste com seus papéis mais dramáticos anteriores. Neste ano, ainda realizou participações em episódios do sitcom Casos e Acasos.
Roberta também é cantora, subiu ao palco acompanhado de seu extinto grupo vocal, o "Fina Flor", depois denominado "Linda Flor", formado por ela e pelas atrizes Cintia Rosa, Sabrina Rosa e Roberta Santiago. Desde 2009, ela é membro do grupo de hip hop "Melanina Carioca", formado com amigos do Vidigal, que faz shows no Rio de Janeiro e em outros estados.

### 2010–19:Insensato Coração,Salve Jorge,A Regra do JogoeSegundo Sol

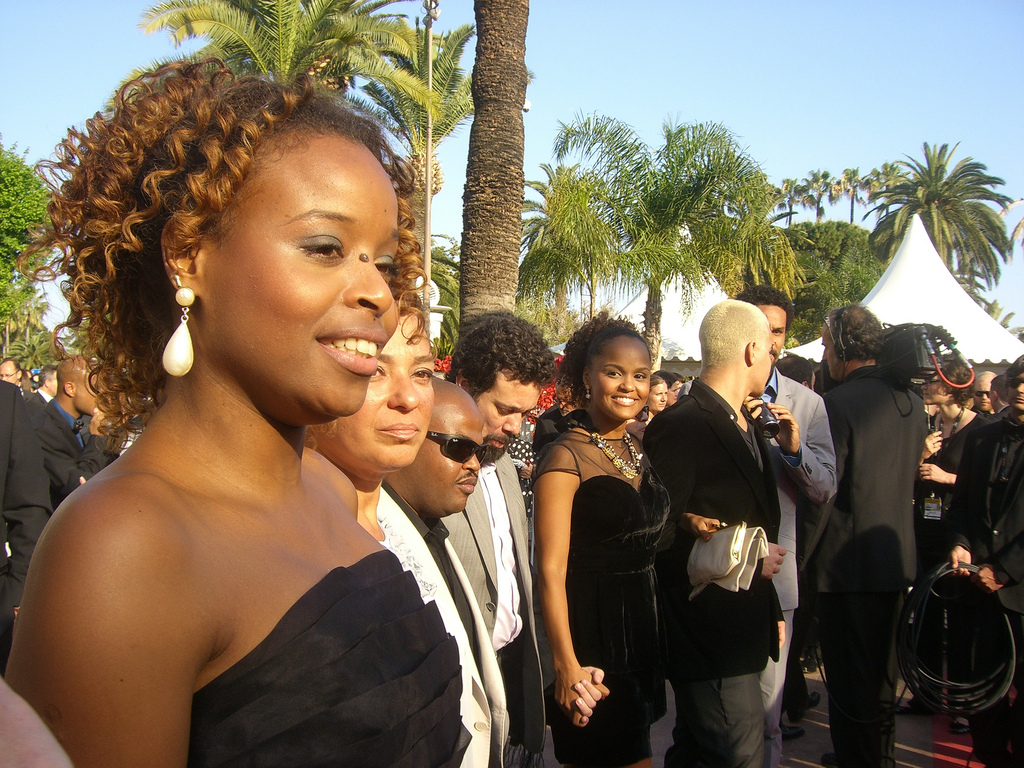
Roberta junto ao elenco de 5x Favela - Agora por Nós Mesmos no Festival de Cannes de 2010.

Em 2010, viaja para a França apresentando-se no Festival de Cannes com o filme 5x Favela: Agora por Nós Mesmos, o qual é o primeiro longa-metragem brasileiro totalmente concebido, escrito e realizado por jovens moradores de favelas. O desempenho no filme lhe rendeu sua segunda indicação ao Grande Otelo, dessa vez como Melhor Atriz Coadjuvante. Em dezembro de 2010, retorna à televisão atuando no episódio "A Iludida de Copacabana" da série As Cariocas, como a babá ousada "Suellen".  Em 2011, foi escalada para a novela das nove Insensato Coração, novamente em parceria com Gilberto Braga, interpretando "Fabíola", uma cozinheira que tenta emplacar carreira como cantora de MPB. Ainda em 2011, participou da oitava temporada do reality show Dança dos Famosos e atuou no filme de comédia Desenrola.
Em 2012, grava o documentário Cidade de Deus - 10 Anos Depois, uma homenagem aos dez anos da estreia do clássico filme Cidade de Deus, que marcou a estreia da atriz no cinema. Participa do episódio "A De Menor do Amazonas" da série As Brasileiras e do episódio "Ex-namoradas de Léo se Reúnem" do seriado Louco por Elas. No mesmo ano, recebe convite para integrar o elenco da novela Salve Jorge, escrita por Glória Perez. Nesse enredo, assume o papel marcante de "Maria Vanúbia", figura extravagante que, inicialmente antagonista da protagonista "Morena" (Nanda Costa), conquista a simpatia do público devido à sua veia cômica e aos bordões que se tornaram frequentemente replicados.
Entre dezembro de 2013 e março de 2014, esteve no elenco do programa humorístico Divertics, onde interpretou diversos personagens. No entanto, o programa não teve sucesso de crítica e público e foi cancelado logo em sua primeira temporada. Com o fim do programa, foi convidada para uma participação especial na 14ª temporada do seriado A Grande Família, como "Manu", que aparece como esposa de "Tuco" (Lúcio Mauro Filho) em suas visões sobre o futuro. Rodrigues ainda participou da terceira temporada do reality show Super Chef Celebridades, apresentado dentro do programa Mais Você, apresentando por Ana Maria Braga.
Em 2015, protagonizou o episódio "Sônia", no papel-título, da série As Canalhas, do GNT, que em cada episódio traz a história de uma mulher e suas relações com as pessoas. Retornou ao universo das telenovelas ao encarnar a personagem da dançarina de funk conhecida como "Ninfa" em A Regra do Jogo (2015), obra de João Emanuel Carneiro. Nessa trama, ela adota uma caracterização loira e integra o grupo de dança liderado pelo famoso funkeiro "MC Merlô" (Juliano Cazarré), ao lado da personagem "Alisson" (Letícia Lima). No mesmo ano foi dirigida por Daniel Filho no filme de comédia Sorria, Você Está Sendo Filmado, interpretando a faxineira "Neide". No cinema, em 2016, foi uma das protagonistas da comédia romântica Apaixonados: O Filme, como a cabeleireira sem papas na língua "Soraia", e interpretou a cantora Dona Ivone Lara na cinebiografia Nise: O Coração da Loucura, que é baseado em um momento da vida da psiquiatra Nise da Silveira, pioneira da terapia ocupacional no Brasil.
Após um período afastada da televisão, retorna em 2017 para uma participação especial em um episódio da 5ª temporada da série Vai que Cola, do Multishow. Ainda na emissora, é escalada para o elenco principal da série de comédia Tô de Graça, onde interpreta "Sara Jane", uma dos 14 filhos de "Graça" (Rodrigo Sant'Anna). Rodrigues permaneceu na série até sua quinta temporada, deixando a produção em 2021. Concomitantemente, desenvolveu outros trabalhos na televisão. Em 2018, volta à personagem "Poderosa", na sexta temporada de Cidade dos Homens. Nesta nova etapa da série, sua personagem reaparece na trama repaginada como cantora gospel e assumindo seu filho com "Laranjinha" (Darlan Cunha).
Em maio de 2018, retorna aos dramas televisivos em Segundo Sol, consolidando sua segunda colaboração com o renomado autor João Emanuel Carneiro. Na trama, dá vida a "Doralice", uma mulher destinada a ser herdeira de um venerado terreiro de candomblé, mas que, contrariando os desejos paternos, não aspira seguir as tradições familiares. Ademais, enfrenta um relacionamento tumultuado com o policial "Ionan" (Armando Babaioff), devido ao ciúme excessivo que nutre por seu parceiro.

### 2020–presente:Sob Pressão,Nos Tempos do Imperadore trabalhos recentes
Em outubro de 2020, em meio à crise desencadeada pela pandemia de COVID-19 no Brasil, a atriz participou da gravação do especial televisivo derivado da renomada série brasileira Sob Pressão, intitulado Sob Pressão: Plantão Covid. Interpretando o papel da enfermeira "Marisa", ela personificou o esgotamento físico e emocional enfrentado pela equipe diante da crise sanitária. Seu notável desempenho dramático recebeu amplos elogios da crítica e do público, resultando em diversas indicações a prêmios, incluindo o prestigiado Prêmio Contigo! de TV na categoria de Melhor Atriz Coadjuvante de Novela ou Série.
No ano seguinte, em 2021, ao lado de Mariana Ximenes e Débora Lamm, protagonizou o filme de comédia L.O.C.A., que trazia as três atrizes como integrantes do grupo de apoio Liga das Obsessivas Compulsivas por Amor (L.O.C.A.), onde as protagonistas se conhecem e planejam juntas vinganças contra os homens que a magoaram amorosamente. Também protagoniza o filme Dois Mais Dois, com Carol Castro, Marcelo Serrado e Marcelo Laham como dois casais que estão fazendo novas descobertas de relacionamento livre. Na mesma temporada, recebeu convite para integrar o elenco da novela das seis Nos Tempos do Imperador, uma trama que retrata o reinado de Dom Pedro II no Brasil. Assumindo o papel de "Lupita", uma escrava, sua participação na produção foi obscurecida por acusações de racismo contra o diretor da novela, Vinícius Coimbra, feitas por ela e outras atrizes do elenco, como Dani Ornellas e Cinnara Leal. Roberta optou por não gravar as cenas finais de sua personagem na trama.
Em 2023, integra o elenco coadjuvante da comédia cinematográfica Nas Ondas da Fé, sob a direção de Felipe Joffily, ao lado de Marcelo Adnet e Letícia Lima. O filme apresenta uma sátira às igrejas neopentecostais, especialmente em relação às estratégias lucrativas de captação de recursos financeiros por meio da fé dos fiéis. Além disso, realiza uma participação especial na série A Sogra que te Pariu, disponível na Netflix e estrelada por Rodrigo Sant'Anna. Ainda na Netflix, estrela a série de comédia Ponto Final, novamente ao lado de Rodrigo Sant'Anna, onde interpreta a motorista de ônibus "Sandra", que está se divorciando do marido "Ivan" (papel de Sant'Anna), um motorista ilegal de van com quem mantém uma relação amigável. A série foi recebida com aceitação pelo público, ocupando a primeira colocação nos produtos mais consumidos da plataforma em sua estreia.

## Vida pessoal
Roberta sempre manteve sua vida pessoal discreta. A atriz manteve relacionamentos com parceiros famosos e anônimos. Por algum tempo ela manteve relacionamento afetivo com o também ator Thiago Martins. Desde 2015, a atriz mantém um relacionamento com o empresário Guilherme Guimarães. Em fevereiro de 2017, nasceu a primeira filha do casal, chamada Linda Flor. Em julho de 2023, a atriz anunciou que viria a se casar com seu companheiro.

## Filmografia

### Televisão
| Ano       | Título                          | Papel                            | Nota                                         |
| --------- | ------------------------------- | -------------------------------- | -------------------------------------------- |
| 2002–2005 | Cidade dos Homens               | Sheila Pereira (Poderosa)        |                                              |
| 2003      | Mulheres Apaixonadas            | Zilda                            |                                              |
| 2004      | Cabocla                         | Julieta                          |                                              |
| 2005      | A Lua Me Disse                  | Zenóbia                          |                                              |
| 2005      | Tecendo o Saber                 | Valdete Pereira                  |                                              |
| 2006      | JK                              | Adosinda                         |                                              |
| 2006      | Filhos do Carnaval              | Rosana                           |                                              |
| 2006      | Sob Nova Direção                | Dadá                             | Episódio: "Grávidas Anônimas"                |
| 2006      | A Diarista                      | Passageira do ônibus             | Episódio: "Pelíssima"                        |
| 2006      | Páginas da Vida                 | Paula (Paixão)                   |                                              |
| 2007      | Paraíso Tropical                | Eloísa                           |                                              |
| 2007      | Dicas de um Sedutor             | Lurdinha                         | Episódio: "Não é o que Parece"               |
| 2007      | Faça Sua História               | Eleuza                           | Episódio: "Quem Não Tem um Caso pra Contar?" |
| 2008      | Casos e Acasos                  | Emília / Júlia                   | Episódio: "O Flagra, a Demissão e a Adoção"  |
| 2008      | Casos e Acasos                  | Emília / Júlia                   | Episódio: "A Escolha, a Operação e a Outra"  |
| 2008      | Três Irmãs                      | Lucineide da Silva (Neidinha)    |                                              |
| 2010      | As Cariocas                     | Suellen                          | Episódio: "A Iludida de Copacabana"          |
| 2010      | Os Caras de Pau                 | Várias personagens               | Episódio: "27 de maio"                       |
| 2011      | Insensato Coração               | Fabíola dos Santos               |                                              |
| 2011      | Dança dos Famosos               | Participante                     | Temporada 8                                  |
| 2012      | As Brasileiras                  | Dirce                            | Episódio: "A De Menor do Amazonas"           |
| 2012      | Louco por Elas                  | Clara                            | Episódio: "Ex-namoradas de Léo se Reúnem"    |
| 2012      | Salve Jorge                     | Maria Vanúbia da Conceição       |                                              |
| 2013–2014 | Divertics                       | Várias personagens               |                                              |
| 2014      | A Grande Família                | Manu                             | Temporada 14                                 |
| 2014      | Super Chef Celebridades         | Participante                     | Temporada 3                                  |
| 2015      | As Canalhas                     | Sônia                            | Episódio: "Sônia"                            |
| 2015      | A Regra do Jogo                 | Genivalda de Moraes (Ninfa)      |                                              |
| 2017      | Vai que Cola                    | Sandra                           | Episódio: "Surge Valdinho"                   |
| 2017–2021 | Tô de Graça                     | Sara Jane dos Santos             |                                              |
| 2018      | Cidade dos Homens               | Sheila Pereira (Poderosa)        |                                              |
| 2018      | Segundo Sol                     | Doralice Falcão do Nascimento    |                                              |
| 2020      | Sob Pressão: Plantão Covid      | Marisa                           |                                              |
| 2021      | 5x Comédia                      | Jacqueline                       | Episódio: "Cinderela"                        |
| 2021      | Nos Tempos do Imperador         | Lupita de Jesus Batista / Isaura |                                              |
| 2023      | A Sogra que te Pariu            | Prikitona                        |                                              |
| 2024      | Ponto Final                     | Sandra                           |                                              |
| 2024      | Cidade de Deus: A Luta Não Para | Berenice                         |                                              |
| 2024      | Arcanjo Renegado                | Veronika                         | Episódio: "1"                                |
| 2025      | A Divisão                       | Karen Medeiros                   | Temporada 4                                  |
| 2025      | Veronika                        | Veronika                         |                                              |

### Cinema
| Ano  | Filme                            | Personagem          | Notas                        |
| ---- | -------------------------------- | ------------------- | ---------------------------- |
| 2002 | Cidade de Deus                   | Berenice            |                              |
| 2004 | O Diabo a Quatro                 | Natasha             |                              |
| 2005 | Garrincha - Estrela Solitária    | Nair Marques        |                              |
| 2006 | Desejo                           | Silvana             | Curta-metragem               |
| 2006 | Noel - Poeta da Vila             | Lola                |                              |
| 2006 | Mulheres do Brasil               | Telma               |                              |
| 2008 | Se Nada Mais Der Certo           | Isabel              |                              |
| 2010 | 5x Favela - Agora por Nós Mesmos | Renata              |                              |
| 2011 | Desenrola                        | Bruna               |                              |
| 2011 | Juras Eternas 2                  | Suely               |                              |
| 2011 | Vamos Fazer um Brinde            |                     |                              |
| 2012 | Cidade de Deus - 10 Anos Depois  | Ela mesma           | Documentário                 |
| 2014 | Rio, Eu Te Amo                   | Isabel              | Segmento: "O Vampiro do Rio" |
| 2015 | Sorria, Você Está Sendo Filmado  | Neide               |                              |
| 2016 | Apaixonados - O Filme            | Soraia              |                              |
| 2016 | Nise: O Coração da Loucura       | Dona Ivone Lara     |                              |
| 2021 | Dois Mais Dois                   | Bettina             |                              |
| 2021 | L.O.C.A.                         | Rebeca              |                              |
| 2021 | Meu Nome É Maalum                | Mãe de Maalum (voz) | Curta-metragem               |
| 2023 | Nas Ondas da Fé                  | Maria Ester         |                              |
| 2024 | Cedo Demais                      | Drª. Aretuza        |                              |
| 2024 | A Festa de Léo                   | Magrinha            |                              |
| 2025 | Kasa Branca                      | [ 56 ]              |                              |

## Discografia
- Linda Flor (Roberta Rodrigues já fez parte do extinto grupo de hip hop com mais três integrantes).
- Melanina Carioca (De 2009 a 2017, Roberta Rodrigues fez parte do grupo de hip hop com mais sete integrantes, entre eles, os atores Marcello Melo Jr. e Jonathan Haagensen).

## Prêmios e indicações
| Ano  | Associações                              | Categoria                                  | Nomeações                        | Resultado |
| ---- | ---------------------------------------- | ------------------------------------------ | -------------------------------- | --------- |
| 2003 | Grande Prêmio Brasileiro de Cinema       | Melhor Atriz                               | Cidade de Deus                   | Indicada  |
| 2011 | Troféu Top Of Business                   | Destaque no Ano                            | Insensato Coração                | Venceu    |
| 2011 | Troféu Raça Negra                        | Melhor Atriz                               | Insensato Coração                | Indicada  |
| 2011 | Grande Prêmio Brasileiro de Cinema       | Melhor Atriz Coadjuvante                   | 5x Favela - Agora por Nós Mesmos | Indicada  |
| 2015 | Meus Prêmios Nick                        | Revelação Musical                          | Melanina Carioca                 | Indicada  |
| 2016 | Prêmio da Música Brasileira              | Melhor Grupo de Canção Popular             | Vivendo de Amor – Ao Vivo        | Indicada  |
| 2020 | Prêmio Contigo! Online                   | Atriz Coadjuvante - Novela/série           | Sob Pressão: Plantão Covid       | Indicada  |
| 2020 | Prêmio The Brazilian Critic              | Melhor Atriz Coadjuvante em Série de Drama | Sob Pressão: Plantão Covid       | Indicada  |
| 2020 | Pena de Prata                            | Melhor Elenco em Especial                  | Sob Pressão: Plantão Covid       | Indicada  |
| 2020 | Pena de Prata                            | Melhor Atriz Coadjuvante em Especial       | Sob Pressão: Plantão Covid       | Indicada  |
| 2021 | Melhores do Ano - RD1                    | Melhor Atriz Coadjuvante                   | Nos Tempos do Imperador          | Indicado  |
| 2022 | Festival Sesc Melhores Filmes            | Melhor Atriz Nacional                      | Dois Mais Dois                   | Indicada  |
| 2022 | SEC Awards                               | Melhor Atriz Nacional em Filme             | L.O.C.A.                         | Indicada  |
| 2024 | Prêmio Ubuntu Potências Negras           | Cenas Pretas (Atriz)                       | Cidade de Deus: A Luta Não Para  | Venceu    |
| 2025 | SEC Awards                               | Melhor Atriz em Série Nacional             | Cidade de Deus: A Luta Não Para  | Pendente  |
| 2025 | Prêmio Grande Otelo do Cinema Brasileiro | Melhor Atriz de Série                      | Cidade de Deus: A Luta Não Para  | Pendente  |